# Expressway 110 (Südkorea)
Der Expressway 110  (kor. 제2경인고속도로, Je I Gyeongin Gosok Doro) ist eine Schnellstraße in Südkorea. Die Autobahn ist eine der drei Ost-West-Autobahnen zwischen Incheon und Seoul. Der Expressway 110 beginnt am Flughafen Incheon und dann weiter über Incheon nach Seoul. Die Autobahn ist 50 Kilometer lang.

## Straßenbeschreibung
Die Autobahn beginnt auf der Insel Yeongjong, einer Insel vor der Küste von Südkorea im Gelben Meer, wo sich der Incheon International Flughafen befindet, der größte Flughafen bei Seoul. Die Autobahn beginnt an einer Kreuzung mit dem Expressway 130, die eine nördliche Route zwischen dem Flughafen und Seoul bildet. Der Verkehr in die Innenstadt von Seoul führt über den Expressway 130. Über die 12 km lange Incheon-Brücke führt die Autobahn über das Meer auf das Festland. Diese Brücke hat 2 × 3 Fahrspuren. Die Autobahn führt dann nach New Songdo City, einer Planstadt in Incheon. Die Autobahn verläuft dann südlich entlang der Stadt Incheon und überquert den Expressway 50, der aus dem Zentrum von Incheon kommt, und verläuft dann an der Ostküste entlang Richtung Süden. Nach etwa 10 Kilometer wird der Expressway 100 überquert. Nach der Kreuzung mit dem Expressway 15 endet die Autobahn am südlichen Rand von Seoul.

## Geschichte
Am 6. Juli 1994 eröffnete der östliche Abschnitt zwischen Incheon und Seoul auf dem Festland. Der westliche Teil, zwischen Incheon und dem Expressway 100, war ursprünglich ein Teil des Expressway 15, ist aber im Jahr 2001 als Expressway 100 neu nummeriert worden. Die Incheon-Brücke wurde am 16. Oktober 2009 eröffnet, um eine Autoverbindung zum Flughafen Incheon zu ermöglichen.

## Eröffnungsdaten der Autobahn
| von                 | nach        | Länge | Datum      |
| ------------------- | ----------- | ----- | ---------- |
| Incheon             | Gwangmyeong | 21 km | 06.07.1994 |
| Gwangmyeong         | Seoksu      | 6 km  | 18.12.1995 |
| Airport Town Square | Incheon     | 20 km | 19.10.2009 |

## Zukunft
Es gibt Pläne, den Expressway 110 nach Osten bis zum Expressway 100 bei Seongnam zu verlängern, so dass eine zweite Ost-West-Verbindung im Süden von Seoul entstehen würde. Diese Erweiterung soll 21,7 Kilometer lang werden, so dass die Gesamtlänge des Expressway 110 auf 73 km steigen würde. Es gibt jedoch noch keinen konkreten Zeitplan.

## Verkehrsaufkommen
Im Jahr 2010 lag das Verkehrsaufkommen beim Flughafen bei 27.000 Fahrzeuge täglich, zwischen Incheon und dem Expressway 100 bei 93.000 Fahrzeuge täglich und zwischen dem Expressway 100 und Seoul bei 90.000 Fahrzeuge täglich.

## Ausbau der Fahrbahnen
| von     | nach  | Länge | Fahrspuren |
| ------- | ----- | ----- | ---------- |
| Incheon | Seoul | 50 km | 2 × 3      |